# NGC 5095
NGC 5095 is een spiraalvormig sterrenstelsel in het sterrenbeeld Maagd. Het hemelobject werd op 15 april 1828 ontdekt door de Britse astronoom John Herschel.

## Synoniemen
- UGC 8381
- MCG 0-34-29
- ZWG 16.54
- PGC 46561